# 226
Правління імператора Александра Севера у Римській імперії. У Китаї триває період трьох держав, найбільшою державою на території Індії є Кушанська імперія, у Персії династія Сассанідів долає залишки опору парфян.
На території лісостепової України Черняхівська культура. У Північному Причорномор'ї готи й сармати.

## Події
- Ардашир I проголошений шахіншахом Персії.

## Народились
- Ван Бі

## Померли
- Цао Пі — Імператор царства Вей в 220—226
- 25 січня — була страчена Свята Тетяна